# Hafthohlladung

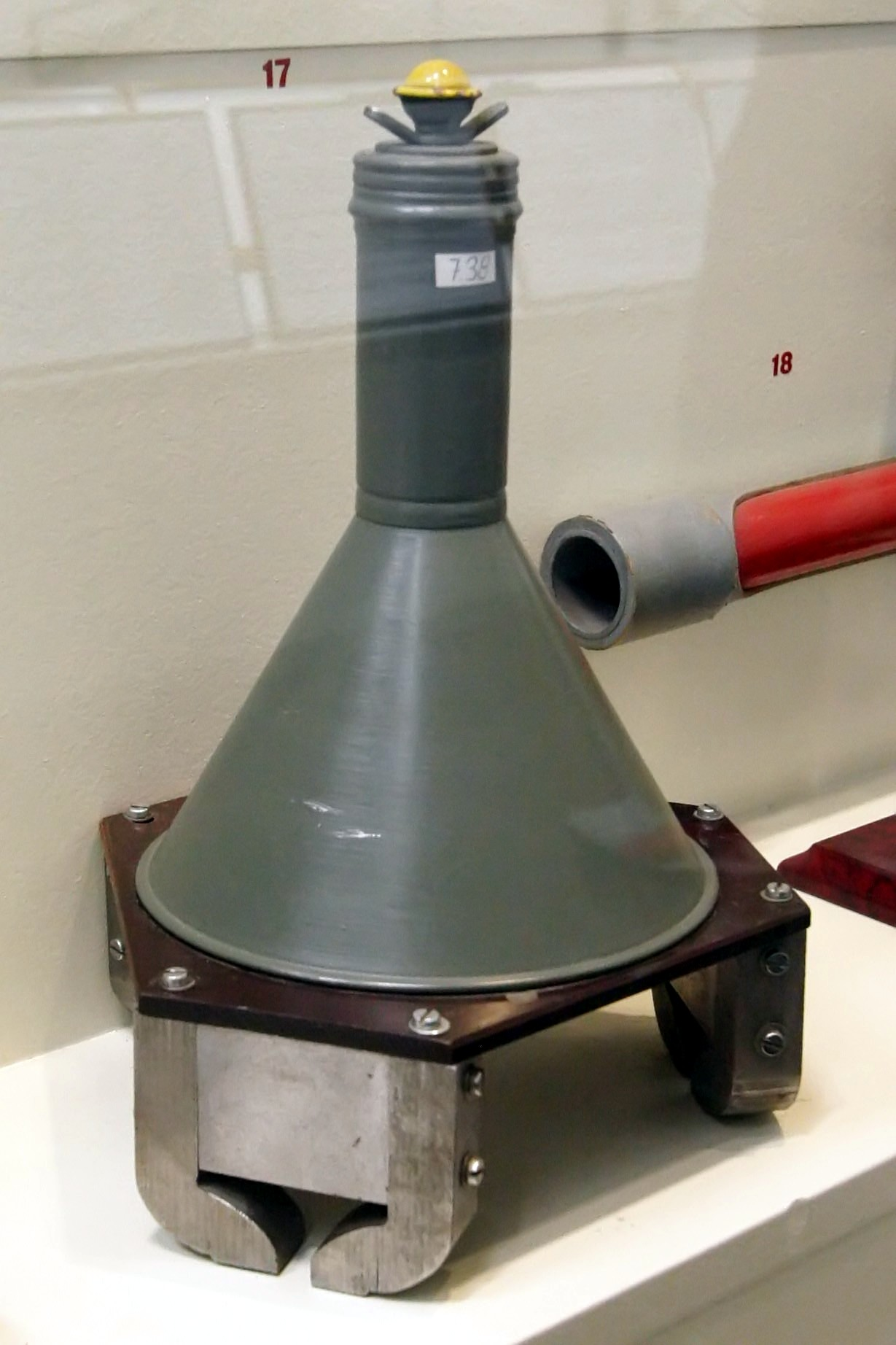
Hafthohlladung (HHL 3).

La Hafthohlladung est une mine antichar magnétique à charge creuse utilisée par les forces allemandes durant la Seconde Guerre mondiale. Elle doit être fixée par ferromagnétisme à la paroi blindée du char ennemi, un cordon à friction étant tiré pour déclencher le détonateur à délai. Cinq modèles d'antichars à adhérence ont été développés, le plus commun étant la charge creuse magnétique de 3 kg,.
Les japonais ont développé auparavant une autre mine magnétique, la Type 99 « mine tortue » (Turtle mine), non spécifiquement antichar. Les Alliés n'ont pas d'arme équivalente, et paradoxalement, les Allemands ont doté leurs chars d'un revêtement contre les charges magnétiques, la zimmerit.

## Hafthohlladung 3et3.5
A la fin de l'année 1942 est mise en service dans l'Armée de terre la charge creuse magnétique Hafthohlladung 3 de 3 kg. Sa forme conique enferme 1,5 kg d'explosif qui lui permet de percer de 110 mm à 140 mm de blindage ; une puissance qui vaudra à la mine le surnom de « panzerknacker » (« briseur de char »),,. Un tripode aimanté en « Alnico » (aluminium-nickel-cobalt) permet d’adhérer à la surface blindé (avec une force de 45 kg), tout au moins si son plan vertical est inférieur à environ 45°. Le détonateur à friction BZE accorde un délai de 4,5 secondes avant l'ignition (capuchon bleu) ; jugé trop court pour que le soldat se mette à l'abri, il est porté à 7 secondes (capuchon jaune) en mai 1943,.
En 1944, une version plus puissante, reconnaissable à sa forme en cloche, est mise en service. D'un poids de 3,5 kg, les performances de la Hafthohlladung 3.5 sont portées à 180 mm de blindage pénétré.

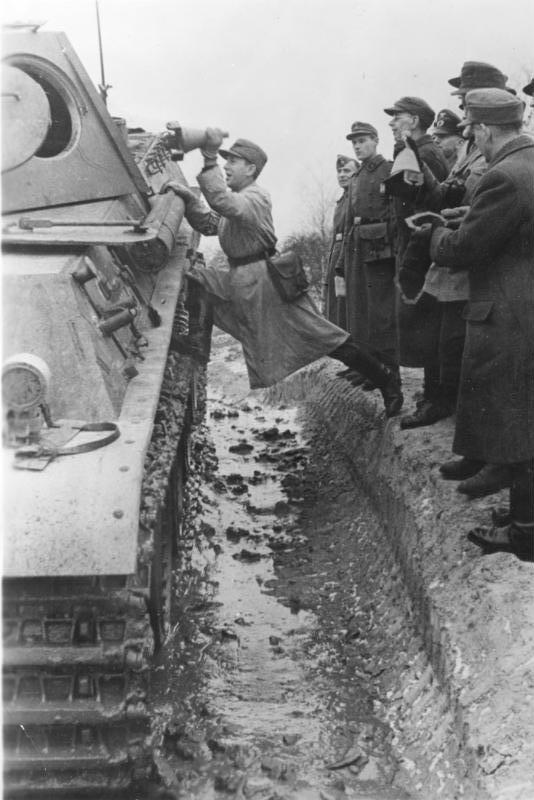
Entrainement à l'attaque d'un char avec une mine HHL 3.5, en janvier 1945.

553 900 exemplaires des deux modèles furent construits jusqu'en mai 1944, date où les panzerfäuste en nombre suffisant permettent de moins exposer les « casseurs de char ». Les stocks disponibles sont néanmoins utilisés jusqu'à la fin de la guerre.

## Autres mines à adhérence allemandes
La première mine magnétique mise au point en mai 1942 provient d'une demande de la Luftwaffe pour doter ses troupes au sol d'une arme antichar individuelle. La Panzerhandmine 3, reconnaissable à sa forme en bouteille, contient une charge creuse de 1 kg lui permettant de percer jusqu'à 130 mm de blindage,. Six aimants sont cachés par le corps de l'engin. Elle sera développée en 1943 en Panzerhandmine 4 de 4 kg (quatre aimants), sa charge HEAT venant à bout de 150 mm de blindage.
La Waffen-SS tient aussi, à travers son académie d'armement, à créer pour ses troupes une arme équivalente. La SS-HL-Hangranate, ou SS-Panzerhandmine, plus légère (420 g), utilise une matière fortement collante pour adhérer au blindage,. Ce système est encore plus aléatoire que les aimants des autres engins. Son impopularité est accentuée par sa capacité perforatrice moindre, ne dépassant pas les 80 mm de pénétration en conditions optimales.